# Lista de finais masculinas juvenis em simples do Australian Open
Esta é a lista de finais masculinas juvenis em simples do Australian Open.
Australasian Championships (1922–1926) e Australian Championships (1927–1968) referem-se à era amadora. Australian Open, a partir de 1969, refere-se à era profissional ou aberta.
Normalmente disputado em janeiro, o torneio foi movido para dezembro no período de 1977–1985, voltando à programação anterior a seguir. Para se adequar a essas mudanças, o ano de 1977 teve duas edições - em janeiro e dezembro -, enquanto que 1986 não contou com o evento.

## Por ano
| Ano                                                                     | Campeão                       | Vice-campeão                      | Resultado                     |
| ----------------------------------------------------------------------- | ----------------------------- | --------------------------------- | ----------------------------- |
| 2025                                                                    | Henry Bernet                  | Benjamin Willwerth                | 6–3, 6–4                      |
| 2024                                                                    | Rei Sakamoto                  | Jan Kumstát                       | 3–6, 7–62, 7–5                |
| 2023                                                                    | Alexander Blockx              | Learner Tien                      | 6–1, 2–6, 7–6(11–9)           |
| 2022                                                                    | Bruno Kuzuhara                | Jakub Menšík                      | 7–65, 66–7, 7–5               |
| 2021                                                                    | Torneio juvenil não realizado | Torneio juvenil não realizado     | Torneio juvenil não realizado |
| 2020                                                                    | Harold Mayot                  | Arthur Cazaux                     | 6–4, 6–1                      |
| 2019                                                                    | Lorenzo Musetti               | Emilio Nava                       | 4–6, 6–2, 7–6(14–12)          |
| 2018                                                                    | Sebastian Korda               | Tseng Chun-hsin                   | 7–66, 6–4                     |
| 2017                                                                    | Zsombor Piros                 | Yishai Oliel                      | 4–6, 6–4, 6–3                 |
| 2016                                                                    | Oliver Anderson               | Jurabek Karimov                   | 6–2, 1–6, 6–1                 |
| 2015                                                                    | Roman Safiullin               | Hong Seong-chan                   | 7–5, 7–62                     |
| 2014                                                                    | Alexander Zverev              | Stefan Kozlov                     | 6–3, 6–0                      |
| 2013                                                                    | Nick Kyrgios                  | Thanasi Kokkinakis                | 7–64, 6–3                     |
| 2012                                                                    | Luke Saville                  | Filip Peliwo                      | 6–3, 5–7, 6–4                 |
| 2011                                                                    | Jiří Veselý                   | Luke Saville                      | 6–0, 6–3                      |
| 2010                                                                    | Tiago Fernandes               | Sean Berman                       | 7–5, 6–3                      |
| 2009                                                                    | Yuki Bhambri                  | Alexandros-Ferdinandos Georgoudas | 6–3, 6–1                      |
| 2008                                                                    | Bernard Tomic                 | Yang Tsung-hua                    | 4–6, 7–65, 6–0                |
| 2007                                                                    | Brydan Klein                  | Jonathan Eysseric                 | 6–2, 4–6, 6–1                 |
| 2006                                                                    | Alexandre Sidorenko           | Nick Lindahl                      | 6–3, 7–64                     |
| 2005                                                                    | Donald Young                  | Kim Sun-yong                      | 6–2, 6–4                      |
| 2004                                                                    | Gaël Monfils                  | Josseliln Ouanna                  | 6–0, 6–3                      |
| 2003                                                                    | Marcos Baghdatis              | Florin Mergea                     | 6–4, 6–4                      |
| 2002                                                                    | Clément Morel                 | Todd Reid                         | 6–4, 6–4                      |
| 2001                                                                    | Janko Tipsarević              | Wang Yeu-tzuoo                    | 3–6, 7–5, 6–0                 |
| 2000                                                                    | Andy Roddick                  | Mario Ančić                       | 7–62, 6–3                     |
| 1999                                                                    | Kristian Pless                | Mikhail Youzhny                   | 6–4, 6–3                      |
| 1998                                                                    | Julien Jeanpierre             | Andreas Vinciguerra               | 4–6, 6–4, 6–3                 |
| 1997                                                                    | Daniel Elsner                 | Wesley Whitehouse                 | 7–6, 6–2                      |
| 1996                                                                    | Björn Rehnquist               | Mathias Hellstrom                 | 2–6, 6–2, 7–5                 |
| 1995                                                                    | Nicolas Kiefer                | Jon-Min Lee                       | 6–4, 6–4                      |
| 1994                                                                    | Ben Ellwood                   | Andrew Ilie                       | 5–7, 6–3, 6–3                 |
| 1993                                                                    | James Baily                   | Steven Downs                      | 6–3, 6–2                      |
| 1992                                                                    | Grant Doyle                   | Brian Dunn                        | 6–2, 6–0                      |
| 1991                                                                    | Thomas Enqvist                | Stephen Gleeson                   | 7–6, 6–7, 6–1                 |
| 1990                                                                    | Dirk Dier                     | Leander Paes                      | 6–4, 7–6                      |
| 1989                                                                    | Nicklas Kulti                 | Todd Woodbridge                   | 6–2, 6–0                      |
| 1988                                                                    | Johan Anderson                | Andrew Florent                    | 7–5, 7–6                      |
| 1987                                                                    | Jason Stoltenberg             | Todd Woodbridge                   | 6–2, 7–6                      |
| Torneio não realizado em 1986 devido à mudança de data                  |                               |                                   |                               |
| 1985                                                                    | Shane Barr                    | Stephen Furlong                   | 7–6, 6–7, 6–3                 |
| 1984                                                                    | Mark Kratzmann                | Patrick Flynn                     | 6–4, 6–1                      |
| 1983                                                                    | Stefan Edberg                 | Simon Youl                        | 6–4, 6–4                      |
| 1982                                                                    | Mark Kratzmann                | Simon Youl                        | 6–3, 7–5                      |
| 1981                                                                    | Jörgen Windahl                | Pat Cash                          | 6–4, 6–4                      |
| 1980                                                                    | Craig Miller                  | Wally Masur                       | 7–6, 6–2                      |
| 1979                                                                    | Greg Whitecross               | Craig Miller                      | 6–4, 6–3                      |
| 1978                                                                    | Pat Serret                    | Chris Johnstone                   | 6–4, 6–3                      |
| 1977 (dez)                                                              | Ray Kelly                     |                                   |                               |
| 1977 (jan)                                                              | Brad Drewett                  | Tim Wilkison                      | 6–4, 7–6                      |
| 1976                                                                    | Ray Kelly                     | Jay Dilouie                       | 6–2, 6–4                      |
| 1975                                                                    | Brad Drewett                  |                                   |                               |
| 1974                                                                    | Harry Britain                 |                                   |                               |
| 1973                                                                    | Paul McNamee                  |                                   |                               |
| 1972                                                                    | Paul Kronk                    |                                   |                               |
| 1971                                                                    | Cliff Letcher                 |                                   |                               |
| 1970                                                                    | John Alexander                |                                   |                               |
| 1969                                                                    | Allan McDonald                |                                   |                               |
| 1968                                                                    | Phil Dent                     |                                   |                               |
| 1967                                                                    | Brian Fairlie                 |                                   |                               |
| 1966                                                                    | Karl Coombes                  |                                   |                               |
| 1965                                                                    | Georges Goven                 |                                   |                               |
| 1964                                                                    | Tony Roche                    |                                   |                               |
| 1963                                                                    | John Newcombe                 |                                   |                               |
| 1962                                                                    | John Newcombe                 |                                   |                               |
| 1961                                                                    | John Newcombe                 |                                   |                               |
| 1960                                                                    | Will Coghlan                  |                                   |                               |
| 1959                                                                    | Butch Buchholz                |                                   |                               |
| 1958                                                                    | Martin Mulligan               |                                   |                               |
| 1957                                                                    | Rod Laver                     |                                   |                               |
| 1956                                                                    | Bob Mark                      |                                   |                               |
| 1955                                                                    | Gerry Moss                    |                                   |                               |
| 1954                                                                    | Billy Knight                  |                                   |                               |
| 1953                                                                    | Bill Gilmour                  |                                   |                               |
| 1952                                                                    | Ken Rosewall                  |                                   |                               |
| 1951                                                                    | Lew Hoad                      |                                   |                               |
| 1950                                                                    | Ken Rosewall                  |                                   |                               |
| 1949                                                                    | Clive Wilderspin              |                                   |                               |
| 1948                                                                    | Ken McGregor                  |                                   |                               |
| 1947                                                                    | Don Candy                     |                                   |                               |
| 1946                                                                    | Frank Sedgman                 |                                   |                               |
| Torneio não realizado entre 1945 e 1941 devido à Segunda Guerra Mundial |                               |                                   |                               |
| 1940                                                                    | Dinny Pails                   |                                   |                               |
| 1939                                                                    | Bill Sidwell                  |                                   |                               |
| 1938                                                                    | Max Newcombe                  |                                   |                               |
| 1937                                                                    | John Bromwich                 |                                   |                               |
| 1936                                                                    | John Bromwich                 |                                   |                               |
| 1935                                                                    | John Bromwich                 |                                   |                               |
| 1934                                                                    | Neil Ennis                    |                                   |                               |
| 1933                                                                    | Adrian Quist                  |                                   |                               |
| 1932                                                                    | Vivian McGrath                |                                   |                               |
| 1931                                                                    | Bruce Moore                   |                                   |                               |
| 1930                                                                    | Don Turnbull                  |                                   |                               |
| 1929                                                                    | Jack Crawford                 |                                   |                               |
| 1928                                                                    | Jack Crawford                 |                                   |                               |
| 1927                                                                    | Jack Crawford                 |                                   |                               |
| 1926                                                                    | Jack Crawford                 |                                   |                               |
| 1925                                                                    | Alan Coldham                  |                                   |                               |
| 1924                                                                    | Alan Coldham                  |                                   |                               |
| 1923                                                                    | L. Cryle                      |                                   |                               |
| 1922                                                                    | A.E. Yelden                   |                                   |                               |